# Partisana
Una llança partisana és aquella que té ferro (fulla de llança) gran i dreta, ampla per la base, amb tall per tots dos costats i que es va estretint cap a la punta. La base posseeix dues aletes corbes en punta, o bé en forma de mitja lluna. La seva asta feia cap a 2 m i tenia guaspa de ferro.

## Orígens i història
La partisana va ser una llança que es va usar per a la caça -no com a distintiva d'oficialia- del segle xii al XVI, encara en formes més primitives, però segons historiadors militars, el seu ús va perdurar del segle XV al XVII. El que sembla indicar aquest joc de segles "oficials", és que la versió moderna de 220 cm - 260 cm, aletes ben definides i guaspa (peça metàl·lica de contrapès a la base de l'asta), seria aquella emprada entre els segles XII i XVIII, però no indicaria el seu origen, sinó el seu ús en cossos militars "moderns".
Sobre el seu origen -o formes més primitives- es poden trobar ja al segle I representacions artístiques en la Roma clàssica (baixos relleus del Consolat de Roma). Així no tan sols seria l'arma del Renaixement-Edat Moderna, sinó també una categoria d'armes d'asta el ferro de la qual ja era emprat fins i tot abans de la nostra era i que derivaria de "ganivets enastats". Per exemple, l'angó (venable introduït pels merovingis cap al segle V) ja tenia una certa reminiscència de la que seria la seva germana major, la partisana.

## Morfologia
Una llança partisana "moderna" es caracteritza per tenir una asta de 160 a 220 cm, ferro d'1 a 2 peus de llarg i amples de fulla -sense les aletes- de 10 a 14 cm a la seva base. Ve acompanyada de guaspa per a portar-la i usar-la amb un millor equilibri, i solien fabricar-les amb bones fustes, acer per als talls i bronze per damasquinats i "farciment-pes". Essent arma d'oficials en els seus darrers anys d'ús, es feien servir materials com velluts -en els tercios de asir- i plomalls que penjaven dels ferros.
Quan una partisana tenia les seves "aletes" de la base de la seva fulla (ferro) més llargues i corbes cap a la punta o drets en angle isòsceles perfecte -semblant a un trident o arpó- es deia corsesca. Si les aletes es corbaven cap a la guaspa -com ganxos en forma de flor de lis- i el seu ferro era més fi i llarg -més punxant-, s'anomenava a forquilla o ronca. I si era més moderna, tenia una llargada lleugerament menor, falses guardes en lloc d'aletes i anava destinada a oficials -amb millors acabats- es deia espuntó.